# Język lezgiński
Język lezgiński (także: język lezgijski; lezg. лезги чIал, ros. лезгинский язык) – język Lezginów, zamieszkujących południowo-wschodnią część Dagestanu i północne rejony Azerbejdżanu. Należy do zespołu samurskiego, podgrupy dagestańskiej w grupie północno-wschodniej (nachsko-dagestańskiej) języków kaukaskich.
Według danych spisu powszechnego przeprowadzonego w 2002 r. językiem tym na terenie Federacji Rosyjskiej włada ponad 385 tys. osób. Podczas spisu ludności przeprowadzonego w 1997 r. w Azerbejdżanie 197 tys. osób podało narodowość lezgińską (brak danych o języku ojczystym).
Wiele szacunków i danych liczbowych odnosi się nie do języka lezgińskiego jako takiego, lecz do całej grupy spokrewnionych języków kaukaskich, włącznie z językiem tabasarańskim, agulskim, rutulskim, cachurskim i kilkoma drobniejszymi językami regionu. Języki te ujmowane są czasami jako całość, tworzą bowiem pewną wspólnotę, nazywaną przez niektórych autorów zespołem samurskim dagestańskich języków Kaukazu.
Wyróżnia się trzy grupy dialektów języka lezgińskiego: dialekty kuryńskie (należący do tej grupy dialekt giunejski stanowi podstawę literackiego języka lezgińskiego), samurskie i kubańskie (nazwa od miejscowości Kuba w północnym Azerbejdżanie), a także kilka samodzielnych bądź niesklasyfikowanych gwar lokalnych.
Język lezgiński jest językiem spółgłoskowym, posiadającym 5 samogłosek i bogaty system spółgłosek.
Rzeczownik ma bardzo rozbudowany i skomplikowany system deklinacji, bowiem gramatyki wyróżniają aż 18 przypadków, wyrażających bardzo szczegółowe relacje przestrzenne, czasowe i inne, np. forma къванцикай, będąca tzw. III przypadkiem wyjściowym, utworzona od къванцик (co z kolei jest formą tzw. III miejscownika wyrazu къван ‘kamień’) oznacza ‘spod kamienia’. Formą wyjściową dla tworzenia przypadków zależnych jest ergatyw.
Czasownik w języku lezgińskim, podobnie jak w innych językach północno-wschodniokaukaskich, nie odmienia się przez osoby (jedynym wyjątkiem jest rozróżnienie 1. i 3. osoby trybu rozkazującego), liczby i rodzaje. Wyróżnia się jednak kategorie: czasu, trybu, powtarzalności (iteratywność), kauzatywności.

## Piśmiennictwo
Pierwsze oryginalne dzieła zapisane w języku lezgińskim pojawiły się w XVIII w. Żywszy rozwój języka literackiego nastąpił w XIX w., kiedy to w oparciu o dialekt kuryński rozwijało się piśmiennictwo, głównie religijne, zapisywane alfabetem arabskim. Po utworzeniu ZSRR podjęto próbę stworzenia piśmiennictwa w oparciu o alfabet łaciński (od 1928), później zaś (po 1938) wprowadzono alfabet cyrylicki, używany do dzisiaj. Lezgińska cyrylica wykorzystuje znak „I” oraz w odróżnieniu np. od rosyjskiej posługuje się dwuznakami (кь, къ, хI itp.), stosowanymi dla oddania charakterystycznych głosek tego języka.
W języku lezgińskim prowadzone są zajęcia w szkołach podstawowych w regionach Dagestanu zamieszkanych przez Lezginów, jest on wykładany w szkołach średnich i wyższych jako przedmiot dla zainteresowanych. Ogromna większość Lezginów płynnie posługuje się językiem rosyjskim.
Pierwsza praca naukowa poświęcona językowi lezgińskiemu została opublikowana w 1860 r. przez rosyjskiego kaukazologa, Piotra Uslara.